# Falsistrellus mackenziei
Falsistrellus mackenziei é uma espécie de morcego da família Vespertilionidae. Endêmica da Austrália.